# Günter Dreyer
Günter Dreyer (Cappeln, 5 de outubro de 1943 – Valência, 12 de março de 2019) foi um egiptólogo alemão, membro do Instituto Arqueológico Alemão.

## Biografia
Dreyer nasceu na cidade de Cappeln, na Alemanha Nazista, em 1943. Começou a trabalhar como assistente de um laboratório químico, mas depois de visitar ruínas no Oriente Próximo, decidiu que era essa área que queria estudar. Ele ingressou no curso de Assiriologia, Egiptologia e Arqueologia Bíblica na Universidade de Hamburgo, onde estudou de 1969 a 1971, com doutorado pela Universidade Livre de Berlim com a tese Tempelweihgaben der Frühzeit und des Alten Reiches defendida em 1978.
Em suas pesquisas, participou de escavações em Kāmid el-Lōz no Líbano, e no templo mortuário de Seti I em Qurna e em Elefantina. Entre 1978 e 1987, Dreyer foi consultor do Instituto Arqueológico Alemão no Cairo, tenso sido o responsável pela edição da publicação do departamento e encarregado da escavação em Abidos. Em 1997, sua descoberta sobre um túmulo real pré-dinástico do rei Escorpião e os primeiros testemunhos escritos em hieróglifos tornou seu nome conhecido na comunidade arqueológica e ele então se tornou chefe das escavações em Elefantina. No ano seguinte, se tornaria diretor do instituto no Cairo.
Além de outros trabalhos em Abidos, ele também comandou escavações no cemitério da pedreira em Gizé (2002/2003) e nos túmulos reais da 2ª dinastia em Saqqara (desde 2002). Aposentou-se em 2008 e foi sucedido por Stephan Seidlmayer. No entanto, ele continuou a trabalhar em suas escavações e pesquisas nos anos seguintes.

## Morte
Dreyer morreu em 12 de março de 2019, em Valência, na Espanha, aos 75 anos.